# Porte d'Espagne (Prats-de-Mollo-la-Preste)
La porte d'Espagne est une porte de ville datant du XVIIe siècle et constituant un élément des fortifications de la commune de Prats-de-Mollo-la-Preste dans les Pyrénées-Orientales.

## Historique
La porte d'Espagne défendant l'accès à la ville à partir du pont Sainte-Lucie fait partie des remparts de Prats-de-Mollo. Elle a été reconstruite au XVIIe siècle.
Elle est classée « monument historique » depuis le 4 mars 1922.